# 丸山朋文
丸山 朋文（まるやま ともふみ、1979年5月21日 - ）は、東京都生まれのチェリスト、作曲家、編曲家。 

## 略歴
- 6歳よりチェロを始める。
- 1995年 東京藝術大学音楽学部付属音楽高等学校に入学。
- 1998年 東京藝術大学音楽学部器楽科入学。
- 2000年 国際交流基金、難民を助ける会主催による日露友好サハリンピアノ贈呈コンサートに日本代表出演。
- 2001年 安宅賞受賞。
- 2002年 東京藝術大学を卒業。
- 2008年 結婚。

## 活動
- 弦楽アンサンブル“Snake”のメンバー。
- 爽健美茶限定中島美嘉・葉加瀬太郎ビューティフルライブ、ライブイマージュなどに参加。
- 渋谷教育学園幕張中学･高校の教師でもある。